# Solveig Bjørnestad
Solveig Bjørnestad (født 15. april 1953) er en dansk journalist og studievært.
Bjørnestad var i 1980'erne reporter på Radioavisen, men kom i 1988 til TV-Avisen, hvor hun frem til 1992 var studievært. Siden midten af 1990'erne har hun helliget sig erhvervsjournalistikken, først som journalist på Pengemagasinet på DR1 og siden 2007 som studievært på erhvervsmagasinet P1 Business.

## Filmografi
- Livvagterne (tv-serie, afsnit 8: 2009)